# Mertensia
- Commons
- Wikispecies

Mertensia é um gênero de plantas pertencente à família Boraginaceae.